# 라운더스 (1998년 영화)
《라운더스》(영어: Rounders)는 1998년 공개된 미국의 드라마 영화로, 존 달이 감독을 맡았다. 뉴욕에서 포커를 둘러싸고 벌어지는 갈등을 주인공 마이크(맷 데이먼 분)와 그의 친구 웜(에드워드 노턴 분)을 중심으로 그린다.

## 줄거리
월드 시리즈 오브 포커 우승이 꿈인 뉴욕 법학대학원생 마이크는 조금씩 모아온 포커 상금 3만 달러를 어느 날 러시안 마피아 테디 "KGB"가 운영하는 지하 텍사스 홀덤 경기에서 단숨에 잃어버린다. 마이크는 이를 계기로 연인 조에게 포커에서 발을 빼고 법률 공부에 전념하겠다고 약속한다. 그러나 이 결의는 친구인 도박꾼 웜이 출소해 마이크 앞에 다시 나타나면서 무너지고 마이크는 지하 도박 포커의 세계로 끌려간다.

## 출연진
- 맷 데이먼 - 마이클 "마이크" 맥더멋 역
- 에드워드 노턴 - 레스터 "웜" 머피 역
- 존 맬커비치 - 테디 "KGB" 역
- 존 터투로 - 조이 크니시 역
- 팜커 얀선 - 페트라 역
- 머피 가이어 - 데트와일러 경사 역
- 마이클 리스폴리 - 그래마 역
- 마틴 랜다우 - 에이브 퍼트로프스키 판사 역
- 그레천 몰 - 조 역
- 멀리나 캐너커리디스 - 바버라 역
- 조시 모스텔 - 저고시 역
- 톰 올드리지 - 매리나치 판사 역
- 레니 클라크 - 서비노 역
- 크리스 메시나 - 히긴스 역
- 고란 비슈니치 - 모리스 역
- 데이비드 제이어스 - 주 경찰관 오즈번 역
- 빌 캠프 - 아이젠버그 역
- 조시 파이스 - 와이츠 역
- 애덤 러페브러 - 숀 프라이 역

## 제작

### 촬영
본 촬영은 1997년 12월에 시작되었다. 법학대학원 장면(뉴어크의 럿거스 대학교 법학대학원)과 주 경찰 포커 게임과 주차장 장면(뉴저지주 리지필드파크의 B.P.O 엘크스 로지)를 제외하고는 주로 뉴욕에서 촬영되었다.

## 흥행
2,176개 극장에서 공개되어 첫 주에 8백 5십만 달러의 수입을 거뒀으며, 미국에서는 총 2천 2백 9십만 달러의 수입을 냈다.